# Eli Marienthal
Eli David Marienthal (født 6 marts 1986 i Santa Monica, Californien) er en tidligere amerikansk børneskuespiller. Han har blandt andet lagt stemme til Hogarth Hughes i Drengen og Jernkæmpen fra 1999.
Marienthal har en Brown University-kandidateksamen fra 2008.